# Кастер (округ, Колорадо)
Ка́стер (англ. Custer County) — округ в штате Колорадо, США. Официально образован в 1877 году. По состоянию на 2010 год, численность населения составляла 4 255 человек.

## География
По данным Бюро переписи США, общая площадь округа равняется 1 916,602 км2, из которых 1 914,012 км2 суша и 3,367 км2 или 0,200 % это водоёмы.

## Население
По данным переписи населения 2000 года в округе проживает 3 503 жителей в составе 1 480 домашних хозяйств и 1 077 семей. Плотность населения составляет 2,00 человека на км2. На территории округа насчитывается 2 989 жилых строений, при плотности застройки около 2,00-х строений на км2. Расовый состав населения: белые — 95,89 %, афроамериканцы — 0,37 %, коренные американцы (индейцы) — 1,11 %, азиаты — 0,29 %, гавайцы — 0,00 %, представители других рас — 0,71 %, представители двух или более рас — 1,63 %. Испаноязычные составляли 2,51 % населения независимо от расы.
В составе 25,50 % из общего числа домашних хозяйств проживают дети в возрасте до 18 лет, 64,60 % домашних хозяйств представляют собой супружеские пары проживающие вместе, 5,40 % домашних хозяйств представляют собой одиноких женщин без супруга, 27,20 % домашних хозяйств не имеют отношения к семьям, 23,80 % домашних хозяйств состоят из одного человека, 7,90 % домашних хозяйств состоят из престарелых (65 лет и старше), проживающих в одиночестве. Средний размер домашнего хозяйства составляет 2,36 человека, и средний размер семьи 2,77 человека.
Возрастной состав округа: 22,50 % моложе 18 лет, 4,50 % от 18 до 24, 23,30 % от 25 до 44, 35,00 % от 45 до 64 и 35,00 % от 65 и старше. Средний возраст жителя округа 45 лет. На каждые 100 женщин приходится 104,30 мужчин. На каждые 100 женщин старше 18 лет приходится 102,00 мужчин.
Средний доход на домохозяйство в округе составлял 34 731 USD, на семью — 41 198 USD. Среднестатистический заработок мужчины был 32 460 USD против 20 868 USD для женщины. Доход на душу населения составлял 19 817 USD. Около 9,80 % семей и 13,30 % общего населения находились ниже черты бедности, в том числе — 20,10 % молодёжи (тех, кому ещё не исполнилось 18 лет) и 12,60 % тех, кому было уже больше 65 лет.